# Cryphonectria
Cryphonectria (Sacc.) Sacc. & D. Sacc. – rodzaj grzybów z rzędu Diaporthales.

## Charakterystyka
Tworzą w skupiskach lub samotne, częściowo osadzone, wystające, pomarańczowe askokarpy o cylindryczno-wrzecionowatym lub maczugowatym kształcie, osadzone na szypułkach. Zawierają ośmiozarodnikowe worki wykazujące charakterystyczne refrakcyjne pierścienie w kształcie litery J. Askospory eliptyczne, wrzecionowate, cylindryczne, bezprzegrodowe, zazwyczaj szkliste, ale czasami brązowe. Anamorfy to gruszkowate, kuliste lub spłaszczone podkładki z komorami. Konidiofory cylindryczne z nabrzmiałymi podstawami, wytwarzające kolbowate komórki konidiotwórcze i cylindryczne, bezprzegrodowe, szkliste i zwykle wydłużone konidia.

## Systematyka
Pozycja w klasyfikacji według Index Fungorum
Cryphonectriaceae, Diaporthales, Diaporthomycetidae, Sordariomycetes, Pezizomycotina, Ascomycota, Fungi.
W 1883 r. Pier Andrea Saccardo utworzył takson Nectria subgen. Cryphonectria Sacc. (bazonim w randze podrodzaju), w 1923 r. podniósł go do rangi rodzaju.
Niektóre gatunki:
- Cryphonectria citrina (Lar.N. Vassiljeva) C.M. Tian, N. Jiang & Crous 2020
- Cryphonectria decipiens Gryzenh. & M.J. Wingf. 2009
- Cryphonectria macrospora (Tak. Kobay. & Kaz. Itô) M.E. Barr 1978
- Cryphonectria parasitica (Murrill) M.E. Barr 1978

Nazwy naukowe według Index Fungorum